# Беверли Д’Анџело
Беверли Хедер Д’Анџело (енгл. Beverly Heather D'Angelo; рођена 15. новембра 1951. Коламбус, Охајо), америчка је позоришна, филмска и ТВ глумица и певачица номинована за Еми и Златни глобус.
Одрасла је у музичкој породици. Од средине 1970-их имала је низ запажених глумачких наступа на Бродвеју. Крајем исте деценије, појавила се у низу запажених филмова, међу којима је најзначајнија улога њујоршке аристократе, која се заљубила у протагонисту филма Коса из 1979. године. Њена најзапаженија улога била је Елен Гризволд, супруга главног јунака и мајка породице протагониста комедије National Lampoon's Vacation, коју је поновила у три наставка.
Беверли Д'Анђело је била удата за италијанског аристократу Дон Лоренца Салвијатија (једини син Дон Форезе Салвијатија, 5. војводе од Салвијатија, маркиз ди Монтере е Бочеђано) од 1981. до 1995. године. Такође је имала афере са редитељем Нилом Џорданом (1985—1991) и глумцем Алом Паћином (1997—2003), са којим има двоје деце.